# Димитър Манолов (футболист)
Вижте пояснителната страница за други личности с името Димитър Манолов.
Димитър Манолов – Боянската мечка е български футболист, полузащитник. Един от първите футболисти на Славия. Роден е през 1901 г., починал през 1979 г. Шампион и носител на купата през 1928 и 1930 г. Вицешампион през 1926, 1932 и 1934 г. Има 8 мача и 1 гол за националния отбор. Участва на Летни олимпийски игри 1924 в Париж.